# Gunter Link
Gunter Ulrich Link (* 2. Juni 1949 in Stuttgart) ist ein deutscher Journalist und promovierter Politikwissenschaftler.

## Leben
Nach Abitur in Stuttgart und Bundeswehr bei den Gebirgsjägern in Füssen im Allgäu studierte Link Politik, Germanistik, Geschichte, Pädagogik sowie Kommunikationswissenschaften und arbeitete als Volunteer im Kibbuz Bahan in Israel. An der Universität Stuttgart wurde er anschließend in internationaler Medienpolitik zum Dr. phil. promoviert.
Während des Studiums begann Link seine journalistische Berufslaufbahn als freier Mitarbeiter beim Süddeutschen Rundfunk (SDR) Stuttgart und beim Westdeutschen Rundfunk (WDR) Köln. Als Redakteur, Reporter und Moderator arbeitete er für Hörfunkredaktionen, im ehemaligen Hauptstadtstudio des SDR in Bonn und im ARD Studio Kairo.
1986 wechselte er als leitender Redakteur und Moderator zum Fernsehen des SDR.
Mit der Fusion des SDR und des Südwestfunks (SWF) zum Südwestrundfunk (SWR) 1998 übernahm er die Leitung der Stabsdienste der neugegründeten Landessenderdirektion Baden-Württemberg. Zuletzt war er Chef des Fernseh-Vorabendprogramms des SWR in Stuttgart und stellvertretender Leiter des Fernseh-Landesprogramms Baden-Württemberg.
Von April 2020 bis März 2023 betrieb Link das unabhängige, nicht-kommerzielle Medienwatchblog neuesWestfernsehen.
Aus einer alteingesessenen württembergischen Winzerfamilie stammend, beschäftigte sich Link auch publizistisch mit dem Thema Wein. 1997 verlieh ihm das Deutsche Weininstitut in Mainz den Titel „Anerkannter Berater für Deutschen Wein“.
2006 gehörte Link als Geschäftsführer zu den Mitbegründern der SWR-Betriebsgruppe der Vereinigung der Rundfunk-, Film- und Fernsehschaffenden (VRFF) im Deutschen Beamtenbund. Für seine Verdienste um den erfolgreichen Aufbau der Betriebsgruppe wurde er 2007 zum VRFF-Ehrenmitglied der Betriebsgruppe SWR ernannt. 2012 schied Link aus der VRFF aus. Damit erlosch auch die Ehrenmitgliedschaft.
Von 2005 bis 2013 war Link als ehrenamtlicher Richter am Amtsgericht und am Landgericht Stuttgart tätig, 2006/2007 Präsident des Lions Clubs Stuttgart-Neckar. Er ist verheiratet und hat zwei Söhne.

## Veröffentlichungen (Auswahl)
Link veröffentlichte zahlreiche Hörfunk- und Fernsehbeiträge zu innen-, außenpolitischen und landeskundlichen Themen, medienpolitische Aufsätze sowie regionale Bücher über Wein.
- Stern-Prozess. Geschichte einer Fälschung, Hörfunkdokumentation, Südfunk 2, 1985.
- Stuttgart und sein Wein. Silberburg-Verlag, Tübingen 1993, ISBN 978-3-87407-145-1.
- Bocksbeutel und Grünkern, Fernsehfeature, Südwest 3, 1998.
- Kochkunst hinter Klostermauern – Maulbronner Tafelfreuden, Fernsehfeature, Südwest 3, 1998.
- Fernsehen. Recherchierte und inszenierte Geschichten erzählen. In: Claudia Mast (Hg.), ABC des Journalismus. Ein Handbuch. UVK Verlagsgesellschaft mbH, Konstanz 2004, ISBN 3-89669-419-7.
- WeinLust mit Natalie Lumpp: Kostproben aus Baden-Württemberg. Zus. mit Natalie Lumpp und Gabriele Damasko. Hampp-Verlag Stuttgart 2005, ISBN 978-3-930723-63-8.
- Landesprogramm – Idyllisches aus der Provinz? Zus. mit Michael Zeiß. In: Hermann Eicher (Hrsg.), Einblick in den SWR – Ausblick in die Zukunft. Momentaufnahmen. SWR Schriftenreihe Medienpolitik 4. Nomos-Verlag Baden-Baden 2006, ISBN 3-8329-1110-3.
- Württemberg: Wein- und Spezialitätenführer für Reise und Einkauf; ein Ratgeber mit ausgewählten Weinerzeugern, Hotel- und Restaurantempfehlungen. Woschek-Verlag, Mainz 1998, ISBN 3-924 744-31-9.
- Wein-Ziele im Ländle: Wandern, Entdecken, Erleben. Silberburg-Verlag, Tübingen 2009, ISBN 978-3-87407-845-0.
- Auf Weintour in der Region Stuttgart. Wissenswertes, Adressen, Sehenswürdigkeiten rund um den Wein. Zus. mit Brigitte Ruoff. Herausgeber: Regio Stuttgart, Marketing- und Tourismus GmbH und Stuttgart-Marketing GmbH 2009.